# Ilku
Ilku va ser el vintè rei de la primera dinastia de Kish a Sumer, esmentat a la llista de reis sumeris. La llista li assigna un mític regnat de 900 anys. Va governar en una època posterior al diluvi que s'acostuma a datar cap a l'any 2.900 aC. Va succeir Tizqar i el va succeir Iltasadum.